# Junák – český skaut

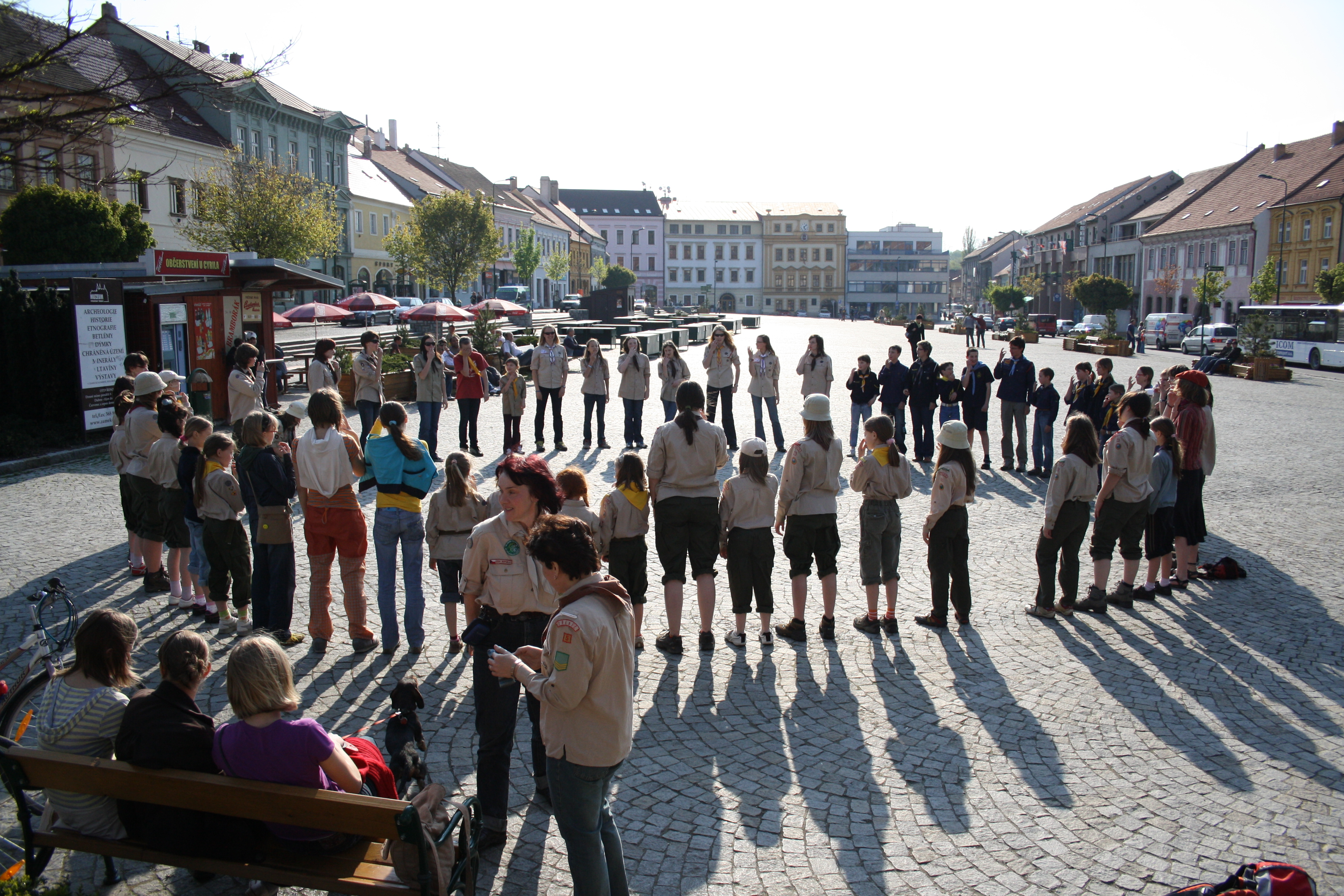
Skauti a skautky při hře

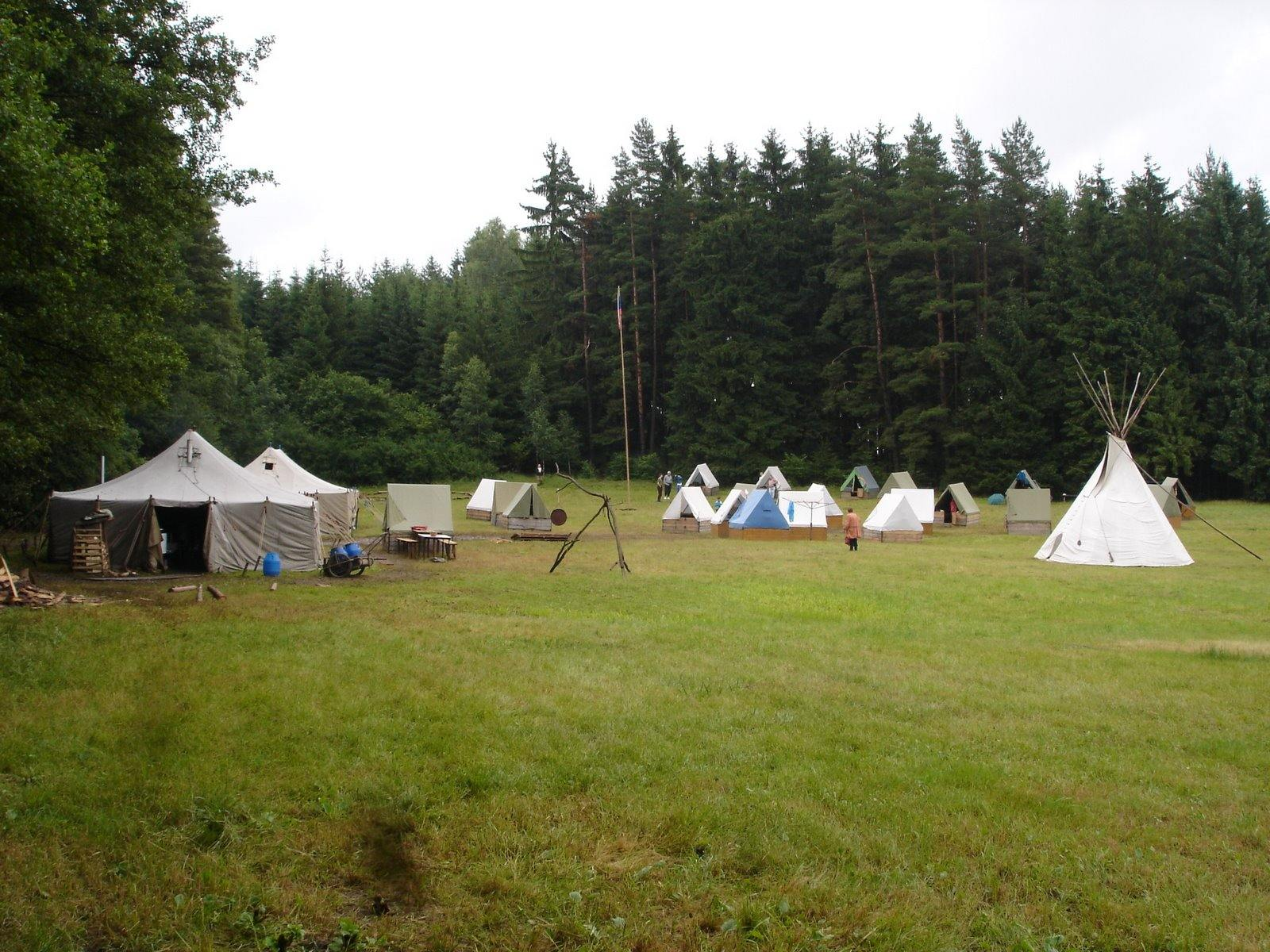
Letní tábor skautů z Třebíče

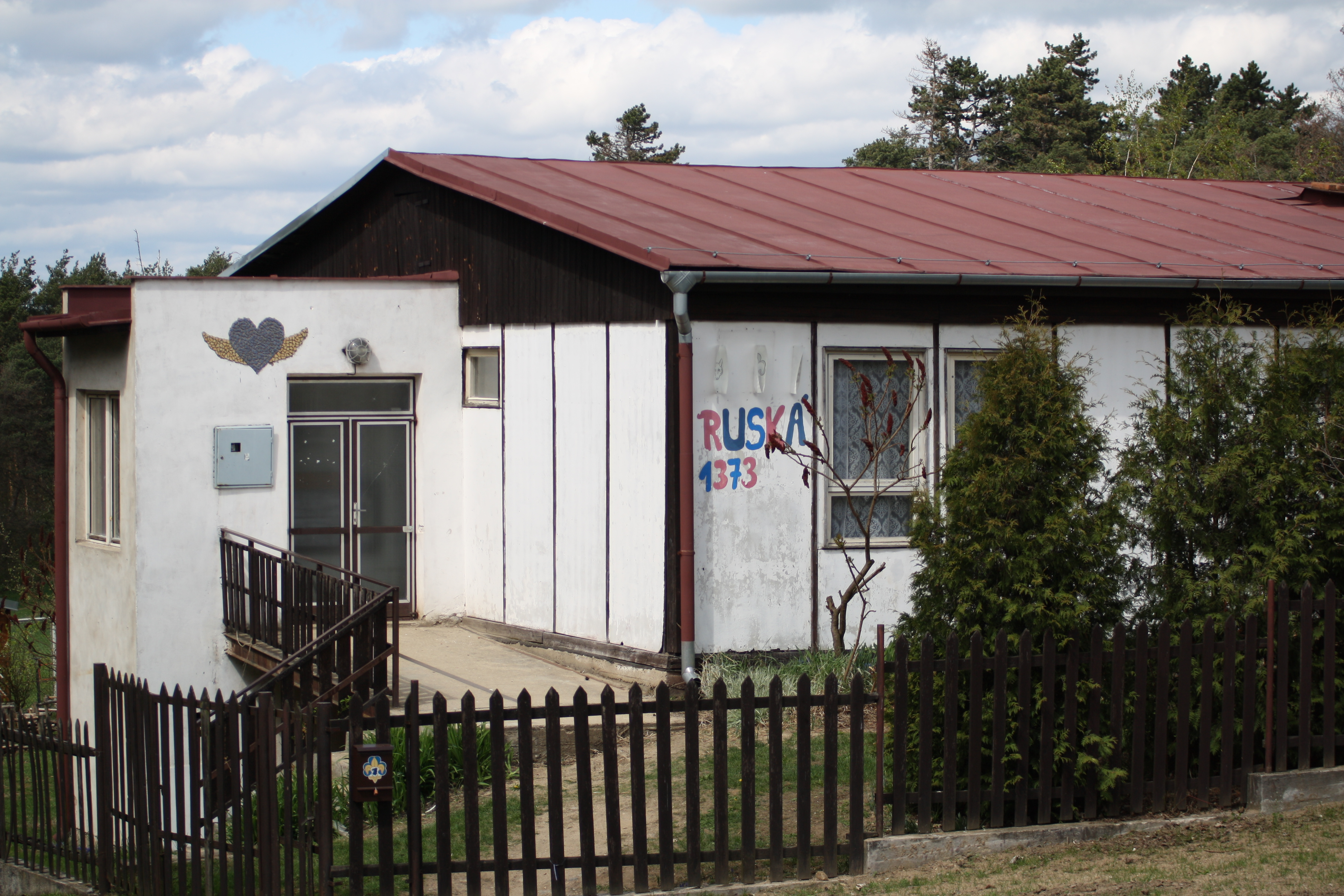
Skautská klubovna

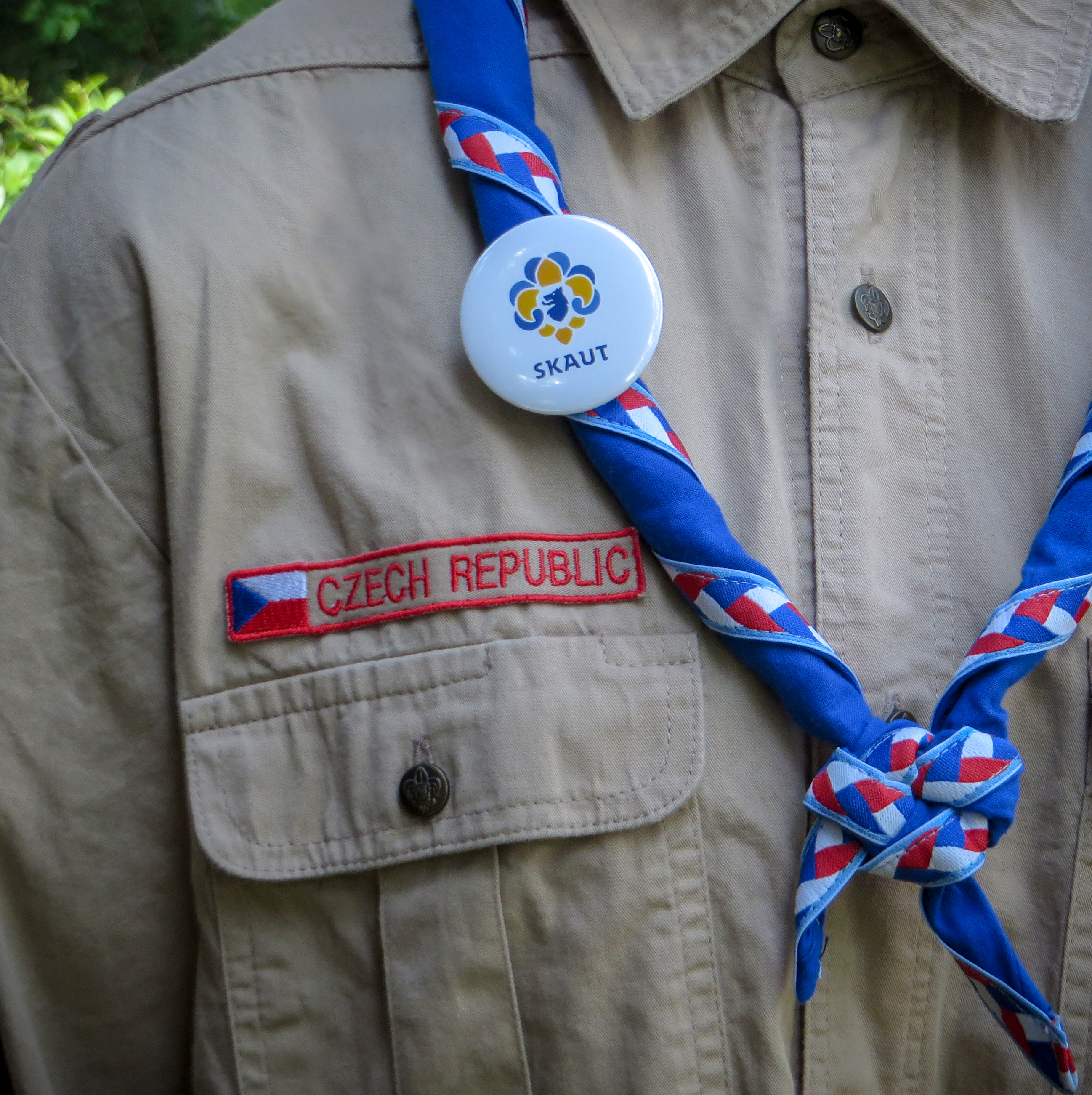
Skautský kroj s národním šátkem

Junák – český skaut, z. s. je česká skautská organizace, v současnosti nejvýznačnější organizace v prostředí českého skautingu. Označení Junák je původně Svojsíkův český ekvivalent pro mezinárodní označení skaut. Dnešní Junák – český skaut je největší organizací dětí a mládeže v Česku (2018) a je součástí světového skautského hnutí a členem Světové organizace skautského hnutí (WOSM) a Světové asociace skautek (WAGGGS). Do 31. března 2015 nesl název Junák – svaz skautů a skautek ČR. Junák – český skaut je nejrychleji rostoucí národní skautskou organizací v Evropě.
V roce 2014 registroval 2113 oddílů, které vyvíjely celoroční činnost. Každoročně pořádá velké množství dětských táborů. V roce 2014 to bylo více než 992 táborů, kterých se účastnilo 23 tisíc dětí. Junák – český skaut se dynamicky vyvíjí a snaží se, aby byl stále aktuální a měl dětem i jejich rodičům co nabídnout (byl vytvořen nový program, změnil se systém vzdělávání vedoucích, novým je i projekt dětské kategorie pro předškolní věk). Celkem bylo k 31. 1. 2025 v Junáku – českém skautu registrováno 78 137 skautů a skautek.

## Historie

### Do podzimu 1938
Skautské organizace začaly v Česku vznikat brzy po prvních pokusech se skautskou činností. Spolek Junák – český skaut byl založen 15. června 1914 v Praze Antonínem Benjaminem Svojsíkem; prvním starostou se stal Čeněk Klika, na konci roku 1917 vystřídaný Josefem Rösslerem-Ořovským. Název Junák, odkazující na černohorské označení pro statného mládence, navrhl bohemista František Bílý. Do začátku první světové války se spolek rozšířil do zhruba desítky českých měst.

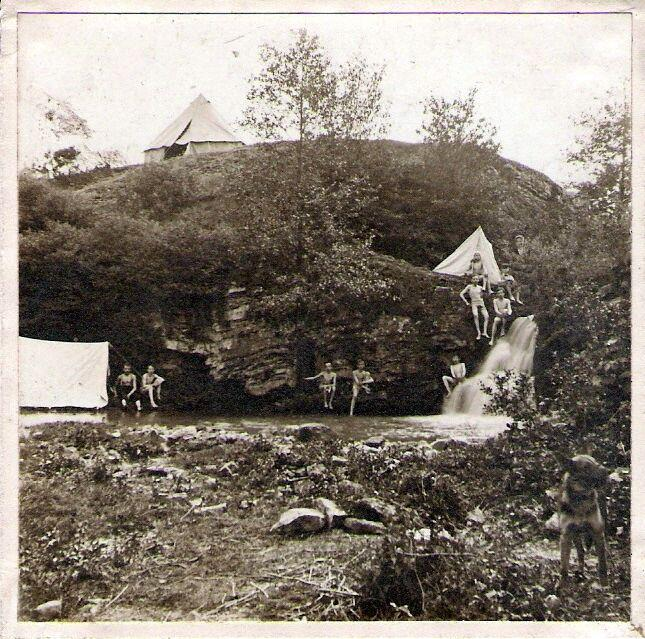
Skauti v prokopském údolí v roce 1911, foto A. B. Svojsík.

Krátce po vyhlášení samostatnosti Československa na konci roku 1918 vytvořili členové spolku starosty Ořovského Skautskou poštu, která zabezpečovala spojení mezi orgány vznikajícího státu.
7. června 1919 se Junák stal zakládajícím kolektivním členem Svazu junáků – skautů a skautek republiky československé, který měl ambici sjednotit různorodé skautské organizace, které po válce začaly vznikat. Tento záměr se v období první republiky nepodařil; paralelně vedle sebe existovalo mnoho srovnatelně velkých skautských organizací, některé z nich sdružené v konkurenční Federaci československého junáka.

### Od podzimu 1938 do jara 1945
Po mnichovské dohodě západních mocností na podzim roku 1938 byly zlikvidovány oddíly Svazu působící v obsazeném pohraničí a jejich majetek zabrán Hitlerjugend. Na území republiky do té doby působilo několik různých skautských organizací. Část z nich v reakci na zesilující nacionalistické a pravicové tendence svou činnost nejpozději na jaře roku 1939 výrazně utlumila nebo zcela ukončila. Skautské organizace inklinující spíše k pravicové části politického spektra (Junáci volnosti, Švehlovi junáci a Ústředí katolických skautů a dosavadní Svaz Junáků) založili k 22. lednu 1939 v prostředí Druhé republiky nový národní svaz „Junák – ústředí skautské výchovy“. V jeho čele nově nestál starosta, ale velitel – prvním byl zvolen legionář pplk. gšt. Václav Vlček. Náčelní byla zvolena Vlasta Koseová, náčelníkem Bohuslav Řehák. Významnou činovnickou osobností byl už tehdy Rudolf Plajner.
Po nacistické okupaci republiky na počátku roku 1939 se nový Junák pokoušel v nových politických podmínkách najít možnost přežití, což se neobešlo bez některých ideových kompromisů. Nakonec byl však stejně k 28. říjnu 1940 z nařízení K. H. Franka rozpuštěn jakožto protiokupační nepřátelská organizace. Majetek spolku byl konfiskován.

### 1945–1989
Svou činnost obnovil v průběhu pražského povstání v květnu 1945; díky svému jménu získanému odbojovou činností mnoha jeho členů počet členů prudce vzrostl až na čtvrt milionu členů v roce 1946.
Na svém II. sněmu 10. září 1945 se Junák na nátlak KSČ stal kolektivním členem komunisty řízeného Svazu české mládeže s dílčí autonomií a vlastními stanovami jako Junák, ústředí skautské výchovy SČM. Náčelní byla zvolena Vlasta Koseová a náčelník Rudolf Plajner. Po únorovém komunistickém převratu v roce 1948 bylo vedení Junáka převzato akčním výborem, který postupně zrušil jeho autonomii v rámci SČM a zlikvidoval jej ve prospěch Pionýrské organizace.
Druhá obnova Junáka proběhla v období pražského jara mezi lety 1968–1970. Již na začátku roku 1968 se začaly živelně obnovovat skautské oddíly napříč Českem, 29. března pak byl obnoven Junák. Podařilo se také založit časopis Skaut – Junák, jehož šéfredaktorem se stal dlouholetý skaut a organizátor dětských kolektivů časopisu ABC Jan Šimáně – Galén. Rozvoj organizace však rychle zastavila srpnová okupace; III. sněm v listopadu 1968 tak byl nucen se přihlásit k výchově v socialistickém duchu, opět v rozporu s apolitičností skautingu. Starostou byl zvolen Antonín Sum, náčelní Vlasta Macková, náčelníkem Rudolf Plajner. V roce 1969 měl Junák 65 tisíc členů. Činnost oddílů Junáka pokračovala víceméně nerušeně až do roku 1970, ale řídící úrovně organizace postupně ovládli (skrze několik rozhodnutí v rozporu se stanovami) skauti-komunisté. Ústřední rada Junáka pak rozhodla o zrušení Junáka k 15. září 1970 ve prospěch jednotné Pionýrské organizace Socialistického svazu mládeže; řada oddílů do ní ovšem odmítla vstoupit.

### Po roce 1989
Po sametové revoluci byla činnost Junáka obnovena 2. prosince 1989 na setkání v Městské knihovně v Praze, kterého se účastnilo přes dva tisíce lidí. V mnoha městech se opět živelně obnovila skautská střediska a oddíly. 6. ledna se sešla Ústřední rada Junáka i náčelnictva a společně anulují zrušení z roku 1970. V roce 1990 se k Junáku hlásilo přes 90 000 členů; některé oddíly vznikly nově, některé z původně turistických nebo pionýrských oddílů. 19. května 1990 se koná obnovující IV. sněm, který volí starostkou Dagmar Burešovou, náčelní Vlastu Mackovou a náčelníkem Václava Břicháčka. V létě je Československý Junák znovu přijat do světových organizací WOSM a WAGGGS.
Mnozí činovníci obnoveného hnutí byli však zároveň bývalými členy KSČ nebo účastníky kontroverzního rozpuštění Junáka v roce 1970. Diskuze u tzv. kulatých stolů nedošly k uspokojivému řešení, převážně pro neochotu některých zúčastněných; skupina činovníků kolem Karla Průchy a Jiřího Zachariáše proto založila Svaz skautů. Rozpuštění Junáka v roce 1970 zevnitř také působilo problémy při restitucích, které byly často zamítnuty s poukazem na neexistující právní kontinuitu.
Po rozpadu Československa zanikla federální organizace a český Junák tak musel znovu zažádat o členství v mezinárodních organizacích. Problémem při tom byla absence duchovního principu (povinnost k Bohu) ve skautském slibu, který tak byl přidáním odkazu na Nejvyšší Pravdu a Lásku uveden do dnešní podoby. Junák byl do WOSM a WAGGGS přijat v roce 1996.
V roce 1998 Junák spoluzakládá Českou radu dětí a mládeže s řadou dalších mládežnických organizací, včetně Pionýra, zejména za účelem reprezentace svých zájmů u státních orgánů. Nesouhlas s tímto a několika dalšími kroky ústředí vede v roce 2000 k odštěpení několika oddílů a středisek od Junáka do nové organizace Skaut – český skauting ABS.
Dlouhé období, kdy nemohl skauting legálně existovat (celkem 43 ze 49 let mezi roky 1940 a 1989) se projevilo v určitém ustrnutí českého skautingu oproti světovému hnutí, a to jak metodicky (např. klasické táboření), tak generačně – mnoho činovníků bylo důchodového věku, což vedlo k mnoha generačním sporům a poklesu členské základny Junáka až na přibližně 40 tisíc v roce 2006. Na sněmu v roce 2005 však byl přijat dokument Charta českého skautingu, který dal podnět k inovaci skautského výchovného programu. Nový program více pracuje s genderově smíšenými oddíly, inovuje výchovné prostředky a přijímá do programu oddílu nové a atraktivní prvky. Spolu s tím byly na národním jamboree Klíč 2008 v Plzni zavedeny nové skautské a vlčácké stezky, což jsou publikace provádějící dítě skautským rokem a sledující jeho osobnostní růst. Snaží se tak oslovit nejmladší generaci, která preferuje jiné způsoby trávení volného času, než před 20 nebo 40 lety. Pokles členů se následně zastavil, v roce 2018 bylo registrováno v Junáku přes 60 tisíc členů a v roce 2024 již téměř 80 tisíc.
Na XIV. sněmu v Litomyšli v roce 2014 se spolek rozhodl změnit svůj název (v souvislosti s účinností nového občanského zákoníku) na sto let starý původní název Junák – český skaut, z. s.
V roce 2015 vzniká v Praze Skautský institut s cílem šířit myšlenky skautingu veřejnosti. Brzy se objevují jeho pobočky v dalších městech, mj. v Brně a Plzni. V roce 2017 vzniká iniciativa Svojsíkův sen, která si klade za cíl diskutovat o budoucnosti a také o tom, že by Česká republika mohla v budoucnu hostit světové skautské jamboree.
V roce 2020 byla organizace poznamenána světovou pandemií koronaviru (dvakrát bylo nutné pozastavit činnost, resp. ji dočasně převést do online prostředí – poprvé na jaře, podruhé na podzim). Počátkem října 2020 byla volba vedení organizace (Náčelnictva, Ústřední revizní komise a Rozhodčí a smírčí rada) provedena prostřednictvím on-line voleb.

## Organizace Junáka – českého skauta

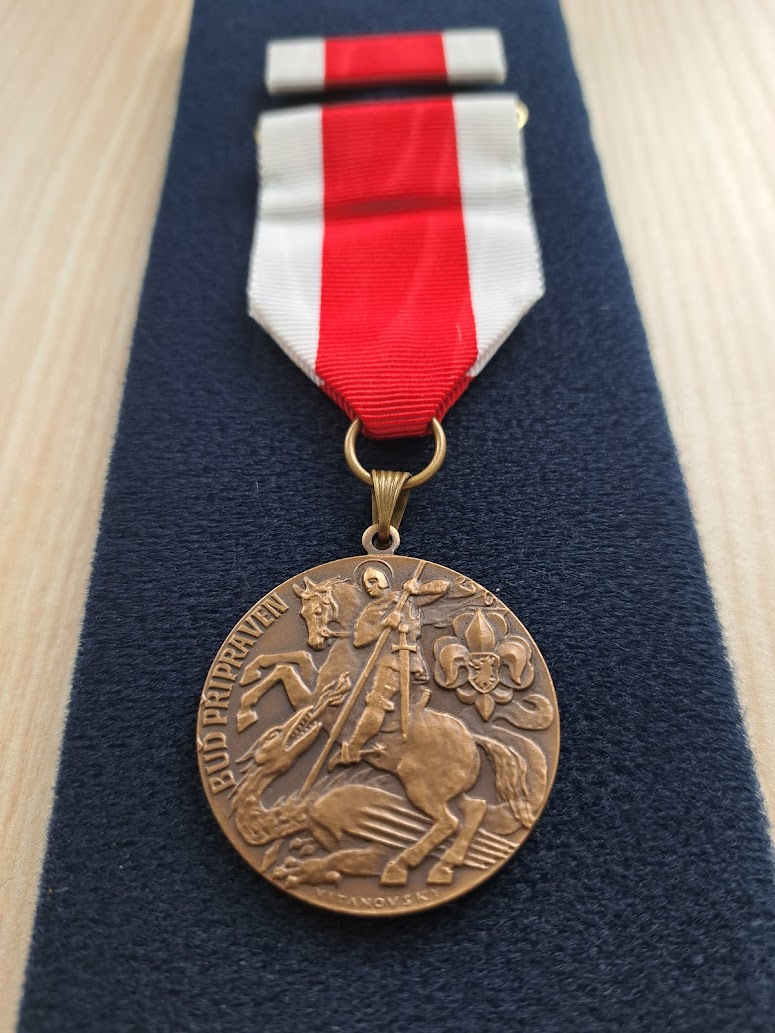
Skautská medaile sv. Jiří je ocenění za výrazné zásluhy a dlouhodobou práci v oblasti výchovy a vzdělávání (za vedení oddílu, práci výchovných zpravodajů, vzdělavatelskou činnost). Má tři stupně za 5, 7 a 12 let aktivní činnosti. Navrhnout ji může činovník/ice starší 18 let, schvaluje ji kraj (1. stupeň) nebo Náčelnictvo (2. a 3. stupeň) a uděluje náčelní či náčelník. Má řádový den - zpravidla se uděluje u příležitosti svátku sv. Jiří (24. 4.).

Základní výchovnou jednotkou je skautská družina. Tu tvoří přibližně 6 až 10 dětí. Družinu vede tzv. rádce, často nejstarší člen družiny, který organizuje pravidelné týdenní schůzky či nejrůznější družinové výpravy. Velikost družiny umožňuje členům všestranný rozvoj v bezpečném prostředí a rádci individuální přístup ke každému z členů. Rádce může mít ještě podrádce (obvykle mladší člen), který mu při činnosti pomáhá. 
Několik družin (minimálně dvě družiny) tvoří oddíl. V oddíle se většinou členové velmi dobře znají. Setkávají se společně na oddílových výpravách a jezdí spolu na zimní či letní tábory. Oddíl, který musí mít minimálně 12 dětí, vede kvalifikovaná osoba, která si prošla čekatelským, zdravotnickým a vůdcovským kurzem a má odpovídající dekrety – vedoucí oddílu. Zastupován bývá 1–2 dalšími osobami s minimálně čekatelským vzděláním – zástupci vedoucího oddílu. 
Na úrovni oddílu se může pracovat s jednou či více výchovnými kategoriemi. Těmi jsou: benjamínci (5–7 let), vlčata (chlapci 8–10 let) a světlušky (děvčata 8–10 let), skauti (chlapci 11–14 let) a skautky (děvčata 11–14 let), roveři (chlapci 15+ let) a rangers (děvčata 15+ let). Skautům od 26 let se říká oldskauti.
Několik oddílů společně vytváří středisko (resp. přístav u vodních skautů), které má za úkol zajišťovat zázemí oddílům. Středisko je z hlediska práva nejnižší jednotkou, proto bývá označováno jako základní organizační jednotka. Nad střediskem stojí vyšší organizační jednotky – skautské okresy a kraje (odpovídající okresům a krajům ČR), které jsou zastřešovány a podporovány ústředím spolku Junák – český skaut, z. s., který sídlí v Praze. 
Kromě pěšího skautingu je také skauting vodní. Oddíly a přístavy vodních skautů jsou sdruženy do výchovné sítě řízené Hlavním kapitanátem vodních skautů. 
O vznik funkčních skautských oddílů zaměřených na letectví a plnohodnotné uznání letecké kategorie v rámci Junáka bojuje tzv. letecký skauting. 
Některé skautské oddíly mohou mít rozšířenou duchovní výchovu.

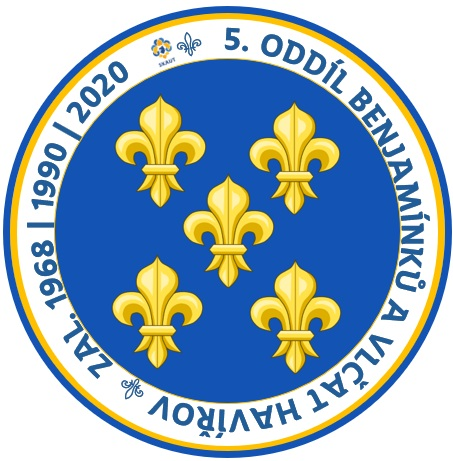
Skautský oddíl užívá znak, obvykle na levém rameni kroje či na vlajce

## Vedení organizace
Více informací najdete v článku Představitelé Junáka – českého skauta.
Aktuálním náčelníkem je Ondřej Vokál – Vokin, náčelní Vendula Bušková a starostou Josef Výprachtický – José. Hlavní kapitánkou vodních skautů je Eliška Ebelová – Šišule.

## Členská základna
Za posledních několik let se Junáku – českému skautu v členské základně daří stále růst. V roce 2014 překonal hranici 50 tisíc členů, v roce 2018 60 tisíc členů a v roce 2022 70 tisíc členů.
| rok  | počet členů |
| ---- | ----------- |
| 1991 | 82 537      |
| 1992 | 79 337      |
| 1993 | 72 088      |
| 1994 | 69 313      |
| 1995 | 64 484      |
| 1996 | 63 464      |
| 1997 | 60 087      |
| 1998 | 56 979      |
| 1999 | 54 989      |
| 2000 | 54 543      |
| 2001 | 53 028      |
| 2002 | 51 264      |
| 2003 | 49 851      |
| 2004 | 47 863      |
| 2005 | 41 967      |
| 2006 | 40 583      |
| 2007 | 41 844      |
| 2008 | 42 349      |
| 2009 | 44 638      |
| 2010 | 45 252      |
| 2011 | 45 586      |
| 2012 | 46 689      |
| 2013 | 48 093      |
| 2014 | 50 438      |
| 2015 | 53 028      |
| 2016 | 55 533      |
| 2017 | 57 840      |
| 2018 | 60 522      |
| 2019 | 64 383      |
| 2020 | 67 959      |
| 2021 | 68 802      |
| 2022 | 73 315      |
| 2023 | 75 650      |
| 2024 | 76 711      |
| 2025 | 78 137      |

## Věkové kategorie
Junák pracuje s několika věkovými kategoriemi. Program se vytváří speciálně pro každou kategorii na základě potřeb dětí a jejich věku. Věkové rozmezí uvedené u jednotlivých kategorií není striktní.
- benjamínci – předškoláci (5–7 let)
- vlčata (chlapci) a světlušky/žabičky (dívky) – obvykle 8–10 let
- skauti a skautky – přibližně 11–14 let
- roveři (chlapci) a rangers (dívky) – přibližně 15–25 let
- oldskauti – od 26 let

Oddíl tvoří jedna kategorie, ale existují také společné oddíly vlčat a skautů či světlušek a skautek, nebo koedukované oddíly. Roverské kmeny jsou zvláštní kategorií s množstvím odlišností.
Při práci s nejmenšími dětmi se užívá symbolický rámec. To znamená, že veškeré dění je spojeno nějakým jednotícím příběhem. Děti mladší kategorie se díky tomu označují jako vlčata a světlušky (u chlapců je to Kniha džunglí Rudyarda Kiplinga; u dívek je to Kouzelná lucerna Radka Kučery). U skautů a skautek se více pracuje s družinovým systémem, vzhledem k jejich potřebě tvořit kamarádské užší kolektivy. Klade se důraz na jejich samostatnost a charakterové kvality.
Roveři a rangers mají ve své činnosti značnou dávku svobody, která podporuje jejich touhu po samostatnosti, která je jim v tomto věku vlastní. Mají prostor k seberealizaci a hledání své další cesty. Jedním ze symbolů roverů a rangers je roverská hůl. Je to hůl, která má nahoře tvar V. Má znamenat hledání cesty.

## Akce
Základem veškeré činnosti Junáka je činnost v oddílech. Mimoto Junák pořádá řadu akcí pro členy i pro veřejnost. Jedním z cílů skautingu je propojovat mladé lidi. Pravidelně se pořádají setkávací akce prakticky na všech úrovních organizace. Místní, okresní, krajské, celostátní, mezinárodní i světové.

### Obrok
Jednou za dva roky stráví vždy tisícovka skautů a skautek starších 15 let několik dní na celorepublikovém setkání Obrok. Potkávají se, diskutují s odborníky, navazují kontakty, realizují workshopy i službu pro místní komunitu lidí. Večery pak vyplní zábavou na koncertech nebo posezením v na krátkou dobu postavených čajovnách nebo kavárnách. První ročník akce se konal v květnu roku 2000, od roku 2003 se pak Obrok koná každé dva roky.

### Korbo
Členové vysokoškolského roverského kmene Skrypta založili tuto akci jako protiváhu k organizovanosti akce Obrok (to vysvětluje i název akce, který se dá přečíst odzadu právě jako Obrok). Náctiletí a mladí dospělí účastníci si na akci zajišťují program sami. Organizátoři zajišťují pouze nezbytné minimum v podobě zázemí.

### Navigamus
Navigamus je celostátní setkání vodních skautů, které se koná od roku 1994 každé tři roky. Název akce „Navigamus“ pochází z latiny a v překladu znamená „my plujeme“. Námětem je vždy významná historická námořní událost, kterou mohou skauti zažít díky týmovým a skupinovým hrám, outdoorovým aktivitám a závodům. Posláním akce je setkávání se, navázání nových kontaktů a přátelství s dalšími skauty z Česka i zahraničí. Zároveň akce prezentuje veřejnosti nabídku volnočasových aktivit pro děti a mládež, umožní jim přímou účast na nich a vodní skauting je veřejnosti představen jako mezinárodní hnutí s výchovným posláním. Akce se koná u velkých vodních ploch umožňujících společné programy pro více než tisíc účastníků a stovky lodí.

### Národní jamboree
První národní jamboree se uskutečnilo počátkem dvacátých let 20. století – v roce 1922 – pod názvem Národní skautské slavnosti v Praze. Přijelo téměř 15 tisíc mladých skautů z celého Československa i Podkarpatské Rusi. Další oficiální národní jamboree se uskutečnilo až o více než 80 let později. V roce 2008 přijelo 2 300 dětí skautského věku na své jamboree pod názvem Klíč 2008 do Plzně. Poslední národní skautské jamboree se uskutečnilo v květnu 2023 v Hradci Králové.

### Mezinárodní akce
Mezinárodní rozměr se ve skautingu vnímá jako důležitý prvek. Čeští skauti tradičně vysílají silné kontingenty na světové jamboree – největší setkání skautů na světě, které se koná jednou za čtyři roky. Poslední jamboree se konalo v roce 2019 v USA a zúčastnilo se ho téměř 500 českých skautů a skautek. Čeští skauti se také pravidelně účastní středoevropských jamboree, to se v Česku v novodobé historii konalo už čtyřikrát – v roce 1997 v Praze, v roce 2006 v Mariánském údolí v Brně, v roce 2014 v Doksech nedaleko Máchova jezera a v roce 2022 opět v Praze. Kromě středoevropského jamboree se v Česku už třikrát také konal Intercamp, naposledy v roce 2016 v pevnosti Josefov v Jaroměři. Čeští skauti a skautky starších patnácti let hojně vyráží také na světový moot a Roverway.

### Charitativní akce
Junák je dlouholetým spojencem sbírky Pomozte dětem, ve spolupráci s Nadací pro transplantace kostní dřeně pořádá též sbírkovou akci Společně proti leukémii. Spolu se společností Člověk v tísni pořádá akci Postavme školu v Africe. Během šesti ročníků sbírky již bylo z vybraných prostředků postaveno v Etiopii devět škol, pro více než 2000 dětí. Posledních několik let se skauti zapojují do akce Skautský dobrý skutek.

### Betlémské světlo
Betlémské světlo se stalo novodobým symbolem Vánoc. Světlo se každoročně zapaluje v Betlémě, a posléze putuje napříč Evropou. Do Česka betlémské světlo putuje z Vídně, kde jej rakouští skauti předávají delegacím z celé Evropy; pro Česko jej přebírají brněnští skauti, následně jej v sobotu před 4. nedělí adventní skauti rozvážejí po celé zemi. Nechávají jej pak zdarma k dispozici v kostelích, na náměstích, vánočních trzích, knihovnách na stovkách míst po celé republice, jako symbol původního významu Vánoc. Mimo to že bývá světlo zdarma přístupné v kostelích, převážně na vesnicích se pořádají pochody kde si lidé mohou světlo odpálit přímo na ulici. Obvykle to bývá čtvrtou adventní neděli. 

## Nový výchovný program
Aktuálně se diskutuje o reformách skautingu v podobě nového výchovného programu, který dělí děti do více skupin podle věku a více pracuje s koedukovanými oddíly. Spolu s tím se zavádějí nové skautské a vlčácké stezky, což jsou publikace provádějící dítě skautským rokem a sledující jeho osobnostní růst. Během roku 2008 se podoba stezek měnila. Jako první vznikla stezka v podobě fantasy obrázkové knížky, později byla po kritice představena i verze bez fantasy motivů. Nový výchovný program je projektem, který má inovovat současné výchovné prostředky na národní úrovni tak, aby odpovídaly současné době a zájmům dnešních dětí a mladých lidí. Zadání pro něj poskytl dokument X. Valného sněmu Junáka – Charta českého skautingu.
Pod nový výchovný program Junáka patří:
- skautská metoda, která představuje metodický rámec, jenž vede mladého člověka na jeho stezce osobního růstu (zahrnuje prvky: zákon a slib; učím se tím, že to dělám; družinový systém; symbolický rámec; program osobního růstu; příroda; podpora dospělými; zapojení do společnosti)
- výchovné cíle (tzv. kompetence), které konkrétně rozpracovávají poslání skautingu a vychází z naší představy lidí, kteří projdou skautskou výchovou (viz Charta českého skautingu)
- věkové kategorie, které určují pro jaký věk a v jakých věkových rozmezích organizovat výchovu
- výchovná nabídka, která vychází z konkrétních zájmů dětí a mladých lidí a odpovídá na to, co právě jim může skauting nabídnout
- výchovné nástroje, které zahrnují širokou škálu konkrétních prostředků pro oddílovou činnost – stezky, odborky, zkoušky, závody, celostátní projekty a akce apod.
- metodická podpora, která napomáhá vedení oddílů při práci s výchovným programem – semináře, kurzy, časopisy, příručky

## Časopisy Junáka
Pro jednotlivé věkové kategorie vydává 5x ročně Tiskové a distribuční centrum Junáka časopisy:
- Ben Já Mína – benjamínci (předškolní děti)
- Světýlko – vlčata a světlušky (5–10 let)
- Skaut – skauti a skautky (11–15 let)
- Roverský kmen – roveři a rangers (16–24 let)
- Skauting – metodická podpora dobrovolníkům (18+ let)
- Skautský svět – dospělí, vedoucí, rodiče, příznivci skautingu (18+ let)
- Oldskauting – speciál Kmene dospělých
- Kapitánská pošta – vychází pouze v elektronické formě, tematicky zaměřeno pro vodní skauty

Součástí časopisů jsou přílohy Mokré stránky skautů a Mokré stránky vlčat, které jsou tematické pro vodní skauty.
Časopisy Roverský kmen a Skauting mají svoje online platformy, kde publikují články uvedené v časopisech formou blogu. Všechny časopisy mají zároveň archiv tištěných čísel.
Skauti také mají svůj vlastní podcast po uši ve skautu. Střídá se v něm několik předčítajících, kteří vždy čtou články ze skautských časopisů.